# Río León (Río Jubones)
Der Río León ist der etwa 80 km lange linke Quellfluss des Río Jubones im Südwesten von Ecuador.

## Flusslauf
Der Río León entspringt in der Cordillera Real an der Provinzgrenze zwischen Azuay und Morona Santiago auf einer Höhe von etwa 3350 m.
Er fließt anfangs 60 km in überwiegend westsüdwestlicher Richtung durch das Bergland. Von Süden kommend münden die beiden Nebenflüsse Río Udushapa und Río Oña in den Río León. Dieser bildet ab Flusskilometer 30 die Provinzgrenze zwischen Azuay und Loja. Auf den unteren 20 km wendet sich der Río León nach Norden und vereinigt sich schließlich mit dem Río Rircay zum Río Jubones.